# Milovan Đilas
Milovan Đilas (tudi Djilas, srbsko Милован Ђилас, znan tudi kot »Djido«), črnogorski pesnik, pisatelj in politik, * 4. junij 1911, vas Podbišće pri Mojkovcu, Črna gora, † 20. april 1995, Beograd, Srbija, Zvezna republika Jugoslavija. 
Đilas je bil ključna oseba jugoslovanskega partizanskega gibanja med 2. svetovno vojno, kakor tudi jugoslovanske vlade v prvih letih po vojni. Kljub temu, da je do konca življenja ostal prepričan komunist, je postal doma in v svetu eden najbolj znanih in odločnih kritikov povojnih komunističnih sistemov iz perspektive marksistične ideologije.
Imel je starejšega brata Alekso in mlajšega Milivoja. Njegov oče je bil častnik črnogorske vojske. Osnovno šolo in gimnazijo je končal v Kolašinu in Beranah. Kot gimnazijec je pisal pesmi, ki so jih opazili dijaki in profesorji. V tem času je sprejel levičarske ideje.
Po maturi je leta 1932 na Univerzi v Beogradu začel študirati filozofijo in pravo.Tedaj se je povezal z ilegalno Skojevsko organizacijo in leta 1932 postal njen član. Med študijem je deloval tudi kot skojevski poverjenec za tisk, pisanje in raznašanje propagandnega materiala.

## Revolucionar
Đilas se je pridružil Komunistični partiji Jugoslavije (KPJ) leta 1932, za časa študija na beograjski univerzi. Zaradi političnega delovanja je bil zaprt med letoma 1933 in 1936. Leta 1938 je bil izvoljen v Centralni komite KPJ.
Po okupaciji Kraljevine Jugoslavije aprila 1941 in napadu nacistične Nemčije na Sovjetsko zvezo junija 1941 je pomagal Josipu Brozu Titu vzpostaviti partizanski odpor. Resolucija KPJ o oboroženem odporu je bila sprejeta šele 4. julija, skoraj 3 mesece po okupaciji države. Đilas je sprva deloval kot poveljnik gverile v svoji rodni Črni gori, kjer mu je uspelo osvoboditi obsežna ozemlja. V Črni gori je ostal do novembra, ko se je umaknil v osvobojeno Užice v Srbiji. Tam je začel delovati v glasilu Borba, glavnem propagandnem orodju KPJ. Marca 1942 se je vrnil v Črno goro, kjer je medtem že izbruhnila vojna med partizani in četniki.
11. marca 1943 se je v Gornjem Vakufu skupaj z Vladimirjem Velebitom in Kočo Popovićem sestal z nemškim generalpodpolkovnikom Benignusom Dippoldom, da bi kot visoki predstavniki partizanov dosegli prekinitev sovražnosti z Nemčijo, Italijo in NDH. 25. marca 1943 sta potem Velebit in Đilas prišla še v Zagreb, da bi kot Titova pooblaščenca nadaljevala pogovore z nemškimi, italijanskimi in hrvaškimi vojaškimi predstavniki, toda Nemci potem niso bili več pripravljeni nadaljevati pogovorov s partizani.
Leta 1944 ga je KPJ poslala v Sovjetsko zvezo na pogovore s Stalinom.
Kasneje je osebno sodeloval v bitkah za osvoboditev Beograda izpod nemške okupacije. 
Po koncu vojne in ustanovitvi Federativne ljudske republike Jugoslavije je Đilas postal podpredsednik v Titovi vladi. Leta 1948 je bil ponovno poslan v Moskvo, da bi poskusil zgladiti spor med KPJ in Stalinom. Postal je eden od glavnih kritikov Stalinovih poskusov, da bi podvrgel Jugoslavijo večjemu nadzoru Moskve. Kmalu zatem je Jugoslavija prekinila odnose s Sovjetsko zvezo.
Jugoslovanski komunisti so tudi po razkolu še nekaj časa vzdrževali stalinistično trdo linijo, kmalu pa začeli iskati pot neodvisnega socializma, ki je eksperimentiral z delavskim samoupravljanjem v državno vodenih podjetjih. Đilas je bil močno vpleten v ta proces, vendar je kmalu začel poskušati demokratizacijo države peljati še dlje. Kot odgovorni za propagando v Titovi vladi, je imel na voljo vse instrumente za objavljanje novih idej. Tako je začel z izdajanjem novega časopisa, Nova Misao (»Nova Misel«), v katerem je objavil niz člankov, ki so postajali vedno bolj svobodomiselni.

## Disident
Đilas je bil v najširših krogih obravnavan kot Titov najverjetnejši naslednik in bi naj leta 1954 tudi dejansko postal predsednik Jugoslavije. Od decembra 1953 do januarja 1954 je bil predsednik zvezne skupščine SFRJ. Ravno v tem obdobju pa je napisal za Borbo 19 člankov, v katerih je zahteval več demokracije v KPJ in na nivoju cele države. Tito in drugi vodilni jugoslovanski komunisti so ga začeli dojemati kot grožnjo, pod pretvezo, da ogroža stabilnost države. Januarja 1954 je bil izključen iz vlade SFRJ, odvzete pa so mu bile tudi vse funkcije v KPJ. Kmalu zatem je tudi uradno izstopil iz partije. Decembra 1954 je dal intervju ameriškemu časopisu New York Times, v katerem je izrazil prepričanje, da Jugoslavijo vodijo »reakcionarji«. Za te izjave je bil postavljen pred sodišče in obsojen.
Leta 1956 je bil Đilas aretiran zaradi svojega pisanja in podpore madžarski revoluciji in obsojen na devet let zapora. V času zapora je prevedel v srbohrvaščino eno najbolj znanih del angleške književnosti, Paradise Lost Johna Miltona. Leta 1957 je objavil knjigo Novi Razred: Analiza komunističnega sistema, v kateri je izrazil svoje prepričanje, da komunizem v državah Vzhodne Evrope ni egalitaren, temveč da vzpostavlja nov razred privilegirane partijske birokracije, ki zaradi svojih funkcij uživa mnoge materialne ugodnosti. Leta 1958 je napisal svoje spomine, z naslovom Dežela brez pravice in bil aprila 1962 ponovno zaprt zaradi objave Pogovorov s Stalinom. Leta 1961 je končal tudi izredno obsežno in študiozno biografijo velikega črnogorskega vladarja in pesnika, vladike Njegoša.
Đilasa so kljub temu, da se nikoli ni odrekel komunističnim idejam, kot disidenta sprejeli tudi na Zahodu in ga obravnali skoraj kot junaka. Nasprotoval je tudi razpadu Jugoslavije in nacionalističnemu nasilju na začetku 90-ih let.

## Dela
- Novi razred: Analiza komunističnega sistema, 1957
- Dežela brez pravice, 1958
- Pogovori s Stalinom, 1962
- Črna gora, 1963
- Gobavec in druge zgodbe, 1964
- Njegoš: Pesnik-Knez-Vladika, 1966
- Nepopolna družba: Preko novega razreda, 1969
- Izgubljene bitke, 1970
- Kamen in vijolice, 1970
- Spomini revolucionarja, 1973
- Čas vojne, 1977
- O zaporih in idejah, 1984
- Deli življenja
- Vzpon in padec
- Tito: zgodba od znotraj

### Izbrani eseji
- "Disintegration of Leninist Totalitarianism", in 1984 Revisited: Tolitarianism in Our Century, New York, Harper and Row, 1983, ed. Irving Howe
- "Federalism, Self-Organization, and the Dissolution of the State". TELOS 100 (Summer 1994). New York: Telos Press

### Prevodi
- Milton, John, Paradise Lost (iz angleščine v srbo-hrvaščino), 1969

## Drugo branje
- Zinaic, Rade. "Crucified Wilderness: The Tension Between Tradition and Modernity in the Djilasian Void." East Central Europe. 29. 2002. 1-2, 27-44.

### Ključni partizani
- Josip Broz Tito
- Aleksandar Ranković
- Moše Pijade
- Edvard Kardelj

### Literarni subjekti
- komunizem
- John Milton
- Petar II. Petrović Njegoš
- Stalin
- Stalinizem